# Players Championship
Players Championship – to profesjonalny turniej rankingowy snookera. Turniej ten odbywał się pod nazwą Players Tour Championship Finals w latach 2011-2016, a w 2017 r. przemianowano go na samodzielną imprezę Players Championship. Jedno z trzech wydarzeń w Players Series, w którym bierze udział 16 najlepszych graczy z rocznego rankingu. Aktualnym mistrzem jest Kyren Wilson, który wygrał wydarzenie w 2025 roku.

## Historia
Po ustanowieniu turnieju Players Tour Championship, Players Tour Championship Finals po raz pierwszy odbyły się w 2011 r. w The Helix w Dublinie, pomiędzy 24 najlepszymi graczami rankingu (Order of Merit), którzy zagrali w co najmniej sześciu wydarzeniach; trzech w Sheffield i trzech w Europie kontynentalnej. Sponsorem wydarzenia było PartyCasino. W 2012 roku wydarzenie przeniosło się do Bailey Allen Hall w Galway, a jego sponsorem była firma Betfair. W 2013 roku sponsorem wydarzenia był Dafabet, a zawody rozszerzono do 32 graczy. W zawodach wzięło udział 25 najlepszych graczy z brytyjskiego/europejskiego rankingu,  czterech najlepszych graczy z rankingu azjatyckiego oraz trzech zwycięzców wydarzenia APTC. Rozstawienie w finale opierało się na połączonej liście rankingów.
W 2014 roku wydarzenie przeniosło się do Guild Hall w Preston w Anglii. Pierwotnie wydarzenie miało odbyć się w Bangkoku w Tajlandii ale ze względu na niepokoje polityczne w kraju Światowe Stowarzyszenie Zawodowego Bilarda i Snookera podjęło decyzję o przeniesieniu wydarzenia. Kryteria kwalifikacyjne dla wydarzenia w 2014 roku również uległy zmianie. W turnieju nadal mogło wziąć udział 32 zawodników, jednak liczba zakwalifikowanych graczy z rankingu Order of Merit została zmieniona – 24 z nich pochodziło z rankingu European Tour Order of Merit, a ośmiu z rankingu Asian Tour Order of Merit.
W sezonie 2016/17 turniej Players Tour Championship został odwołany, a główne wydarzenie przemianowano na Players Championship i przeniesiono do Llandudno w Walii. Obecnie w turnieju bierze udział 16 najlepszych zawodników z rocznej listy rankingowej.

## Zwycięzcy
| Rok                                                      | Zwycięzca         | Finalista         | Wynik | Miejsce                                 | Miasto        | Sezon   |
| -------------------------------------------------------- | ----------------- | ----------------- | ----- | --------------------------------------- | ------------- | ------- |
| Players Tour Championship Finals (rankingowy, 2011–2016) |                   |                   |       |                                         |               |         |
| 2011                                                     | Shaun Murphy      | Martin Gould      | 4–0   | The Helix                               | Dublin        | 2010/11 |
| 2012                                                     | Stephen Lee       | Neil Robertson    | 4–0   | Bailey Allen Hall                       | Galway        | 2011/12 |
| 2013                                                     | Ding Junhui       | Neil Robertson    | 4–3   | Bailey Allen Hall                       | Galway        | 2012/13 |
| 2014                                                     | Barry Hawkins     | Gerard Greene     | 4–0   | Preston Guild Hall                      | Preston       | 2013/14 |
| 2015                                                     | Joe Perry         | Mark Williams     | 4–3   | Montien Riverside Hotel                 | Bangkok       | 2014/15 |
| 2016                                                     | Mark Allen        | Ricky Walden      | 10–6  | EventCity                               | Manchester    | 2015/16 |
| Players Championship (ranking, 2017–)                    |                   |                   |       |                                         |               |         |
| 2017                                                     | Judd Trump        | Marco Fu          | 10–8  | Venue Cymru                             | Llandudno     | 2016/17 |
| 2018                                                     | Ronnie O’Sullivan | Shaun Murphy      | 10–4  | Venue Cymru                             | Llandudno     | 2017/18 |
| 2019                                                     | Ronnie O’Sullivan | Neil Robertson    | 10–4  | Preston Guild Hall                      | Preston       | 2018/19 |
| 2020                                                     | Judd Trump        | Yan Bingtao       | 10–4  | Southport Theatre and Convention Centre | Southport     | 2019/20 |
| 2021                                                     | John Higgins      | Ronnie O’Sullivan | 10–3  | Marshall Arena                          | Milton Keynes | 2020/21 |
| 2022                                                     | Neil Robertson    | Barry Hawkins     | 10–5  | Aldersley Leisure Village               | Wolverhampton | 2021/22 |
| 2023                                                     | Shaun Murphy      | Allister Carter   | 10–4  | Aldersley Leisure Village               | Wolverhampton | 2022/23 |
| 2024                                                     | Mark Allen        | Zhang Anda        | 10–8  | Telford International Centre            | Telford       | 2023/24 |
| 2025                                                     | Kyren Wilson      | Judd Trump        | 10–9  | Telford International Centre            | Telford       | 2024/25 |